# Tipula kumerloevei
Tipula kumerloevei är en tvåvingeart som beskrevs av Mannheims 1968. Tipula kumerloevei ingår i släktet Tipula och familjen storharkrankar. Inga underarter finns listade i Catalogue of Life.